# Олакунле Олусегун
Олакунле Олусегун (англ. Olakunle Olusegun; нар. 23 квітня 2002, Ілорин) — нігерійський футболіст, нападник російського клубу «Краснодар». Виступав також за клуби «Фремад Амагер» та «Ботев» (Пловдив).

## Клубна кар'єра
Олакунле Олусегун народився 2002 року в місті Ілорин, та є вихованцем футбольної школи клубу «АБС». У дорослому футболі дебютував 2020 року виступами за російську команду «Віста» (Геленджик). У цьому ж році нігерійський нападник перейшов до данського клубу «Фремад Амагер», у складі якого грав до 2021 року. У цьому ж 2021 році уклав контракт з клубом «Ботев» (Пловдив), проте в цьому ж році його контракт перекупив російський клуб «Краснодар». Станом на 12 листопада 2024 року Олусегун відіграв за краснодарську команду 69 матчів в національному чемпіонаті.

## Виступи за збірну
У 2019 році Олакунле Олусегун дебютував у складі юнацької збірної Нігерії, загалом на юнацькому рівні взяв участь у 10 іграх, відзначившись 3 забитими голами.

## Титули і досягнення
- Чемпіон Росії (1):

«Краснодар»: 2024-25